# Copetilla
Copetilla är ett berg i Belize.   Det ligger i distriktet Toledo, i den södra delen av landet, 50 km söder om huvudstaden Belmopan. Toppen på Copetilla är 931 meter över havet, eller 175 meter över den omgivande terrängen. Bredden vid basen är 1,2 km.
Terrängen runt Copetilla är huvudsakligen kuperad. Runt Copetilla är det glesbefolkat, med 10 invånare per kvadratkilometer..
I omgivningarna runt Copetilla växer i huvudsak städsegrön lövskog.